# 47 г. пр.н.е.
47 (четиридесет и седма) година преди новата ера (пр.н.е.) е година от доюлианския (Помпилийски) римски календар.

## Събития

### В Римската република
- Консули на Римската република са Квинт Фуфий Кален и Публий Вациний.

### В Египет
- Край на обсадата на Александрия. Цезар и Клеопатра VII разбиват войските на Арсиноя IV и в битка при река Нил.[1] Птолемей XIII загива след битката.
- Голяма част от Александрийската библиотека е унищожена вследствие на военните действия.
- Цезар осигурява и предава контрола над Египет на Клеопатра, която трябва да споделя властта със своя брат Птолемей XIV служещ като неин номинален съпруг и съвладетел.
- Юни – Цезар заминава за Сирия.

### В Мала Азия
- 2 август – Цезар разбива боспорския цар Фарнак II в битка при селището Зела.[2] Победата си той описва с думите: „Дойдох, видях, победих“ („Veni, vidi, vici“).

## Родени
- 23 юни – Цезарион, син на Цезар и Клеопатра (умрял 30 г. пр.н.е.)
- Марк Антоний Антил, син на Марк Антоний и Фулвия (умрял 30 г. пр.н.е.)

## Починали
- Птолемей XIII, фараон на Египет (роден ок. 61 г. пр.н.е.)
- Фарнак II, понтийски цар на Боспорското царство (роден ок. 97 г. пр.н.е.)